# NGC 1392
Coordenadas:  03h 37m 30.3s, −37° 08′ 05″
NGC 1392 é um objeto inexistente na constelação de Eridanus. O objeto celeste foi descoberto em 13 de fevereiro de 1887 pelo astrônomo norte-americano Lewis A. Swift.